# Гибралтарская кухня
Гибралта́рская ку́хня — традиционная кухня Гибралтара, стала результатом долгих связей между жителями Андалусии и британцами, а также многими другими иностранцами, которые переехали в Гибралтар на жительство в течение последних трёх столетий. Она испытала кулинарное влияние кухонь Мальты, Италии, Португалии, Андалусии и Англии.

## Типичные гибралтарские блюда

### Макаронные изделия
Rosto
Популярное местное блюдо из макаронных изделий итальянского происхождения, состоящее из пенне в томатном соусе с говядиной (реже свининой), грибами и морковью (наряду с другими овощами, набор которых зависит от семейных традиций) и посыпанное тёртым сыром «queso bola». Происхождение названия блюда неизвестно, по одной из теорий, оно произошло от итальянского arrosto (обжаривать), так как в подобных блюдах в Италии использовали жареную свинину.
Fideos al horno
Макаронная запеканка, очень похожая на мальтийскую mqarrun il-forn, которая состоит из макарон, соуса болоньезе, и различных других ингредиентов, включая яйца и бекон, зависящих от семейных традиций. Макароны сверху обычно посыпают слоем тёртого сыра или поливают соусом бешамель, которые связывают компоненты блюда.

### Выпечка
Calentita

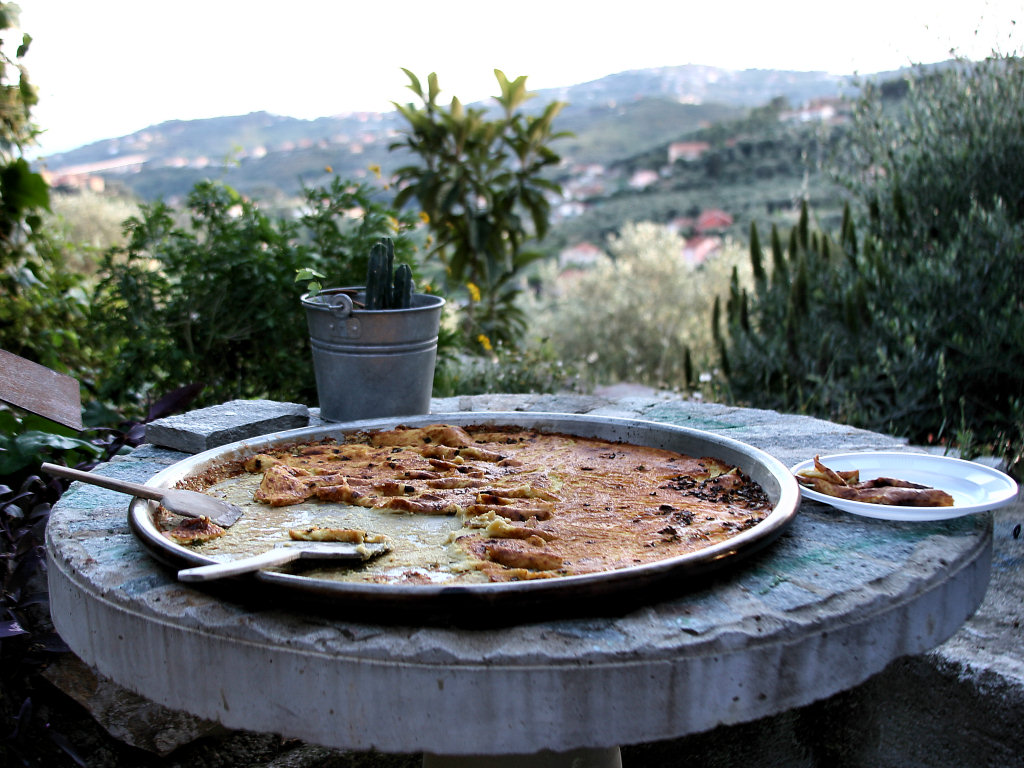
Гибралтарская calentita очень похожа на итальянскую фаринату

Местное национальное блюдо Гибралтара — хлебное изделие, подобное итальянской фаринате. Для приготовления используется мука из нута, вода, оливковое масло, соль и перец. Слово calentita произошло от испанского caliente (тёплый, горячий). Вероятно, впервые дали это имя в начале XX века, когда уличные торговцы выкрикивали Calentita!, информируя людей, что выпечка — свежая, только что из печи.
Panissa
Хлебное изделие, похожее на калентиту. Также итальянского происхождения, потомок одноимённого генуэзского блюда panissa. В отличие от калентиты, ингредиенты сначала готовят на сковороде до получения пастообразной массы, а затем дают получившемуся тесту подойти. Затем его нарезают на маленькие полоски и обжаривают в оливковом масле.
Bollo de hornasso
Сладкая сухая выпечка, похожая на испанские hornazo. В состав входят: пшеничная мука, сахар, яйца, масло или маргарин и анис. Bollos de hornasso едят накануне Пасхи, как и в Испании, но на Гибралтаре они также популярны во время Рождества. Гибралтарские хорнассо отличаются от испанских хорназо тем что их обычно не украшают сверху варёными яйцами, а глазируют взбитым яйцом и иногда посыпают карамельной крошкой.
Pan dulce
Сладкая выпечка с фруктами и орехами, которую едят на Рождество. Pan dulce означает «сладкий хлеб» в переводе с испанского, но происхождение своё ведёт от итальянских панеттоне. Основные ингредиенты: смалец, маргарин, сахар, мука, бланшированый миндаль, изюм, виноград, семена пинии, цедра, яйца, анис и анисовый ликёр. Иногда их украшают карамельной крошкой, как и bollo de hornasso.

### Мясные блюда
Rolitos
Тонкий ломтик говядины, в который завёрнуты панировочные сухари, бекон, яйца, оливки, овощи и травы. Их можно запекать, жарить или тушить в вине. Rolitos — блюдо мальтийского происхождения. В Англии оно также известно под названием beef olives, хотя во многих семьях предпочитают готовить его из свинины или даже курятины. Слово rolito произошло от испанского rollo, означающего «свёрток», так как в мясо заворачиваются все остальные ингредиенты.

### Десерты
Japonesa («японка») — жареные сладкие пончики, наполненные заварным кремом; подаются обычно к чаю или как десерт.